# Ceratophyllum echinatum
Ceratophyllum echinatum es una especie que pertenece a la familia Ceratophyllaceae. Ceratophyllum proviene del griego keras, "cuerno" y phyllon, "hoja", que alude a las divisiones de hojas rígidas y estrechas. echinatum viene de equino, que significa "erizo de mar o hegdehog"; por lo tanto se llama "espinosa".

## Clasificación y descripción
C. echinatum es una hierba acuática. No tiene espinas y generalmente no tiene ninguna raíz, sus  tallos se ramifican libremente miden 0.3-4.0 m de largo. Presenta de 5 a 12 hojas están sumergidas y suelen estar en espirales. Su flor no tiene pétalos, pero tienen sépalos (3-15) que a veces se confunden con pétalos. La flor es pequeña, y contiene alrededor de 12 a 16 estambres. Florece de febrero a julio. Los frutos tienen semillas secas con una gran cantidad de espinas y una superficie áspera.

## Distribución y ambiente
Las plantas acuáticas presentan adaptaciones morfológicas y estructurales que les permiten mantenerse en las condiciones cambiantes de las ciénagas, las cuales en su dinámica natural presentan variaciones en el nivel de agua asociada a régimen de precipitación anual. En cuanto a su distribución, C. echinatum se puede encontrar en América de Norte.

## Estado de conservación
A menudo se utiliza en acuarios debido a la forma, su alta producción de oxígeno, y su capacidad para minimizar el crecimiento de algas azul-verde.
Esta especie tiene una categoría de especie Sujeta a Protección Especial (Pr) según la NOM-059-ECOL-2010.